# Triodontella sericans
Triodontella sericans är en skalbaggsart som beskrevs av Olof Immanuel Fåhraeus 1857. Triodontella sericans ingår i släktet Triodontella och familjen Melolonthidae. Inga underarter finns listade i Catalogue of Life.